# Scraptia truncaticeps
Scraptia truncaticeps es una especie de coleóptero de la familia Scraptiidae.

## Distribución geográfica
Habita en Camerún.